# Aegiochus australis
Aegiochus australis är en kräftdjursart som först beskrevs av Thomas Whitelegge 1901.  Aegiochus australis ingår i släktet Aegiochus och familjen Aegidae.
Artens utbredningsområde är New South Wales. Inga underarter finns listade i Catalogue of Life.